# チラナン・ピットプリーチャー
チラナン・ピットプリーチャー（จิระนันท์ พิตรปรีชา,
1955年2月25日 - ）はタイの詩人。トラン県出身。

## 略歴
チラナンは、1955年2月25日トラン県ムアントラン郡で生まれる。チュラーロンコーン大学予科校（トリアムウドムスクサー校）を経て、チュラーロンコーン大学理学部薬学部に入学。1972年、在学中にミス・チュラーに選出。さらに民主化を求め学生運動に参加。1973年クーデター後に、武装闘争を決意し、山岳地域に逃亡。タイ共産党と合流する。その中で夫セークサン・プラスートと出会い、二子を出産。1980年10月に政府の呼びかけに応じ、ウッタラディット県で投降。その後、アメリカ合衆国コーネル大学で政治学学士号、歴史学修士号を取得。在学中の1989年、『失われた葉』で東南アジア文学賞を受賞。
チラナン・セークサン夫妻の半生はタイ映画『ムーンハンター』 （2001年）（原題：14 ตุลา สงครามประชาชน　「10月14日市民戦争」）のモデルとなった。

## 作品

### 著作
- 『第4世界』（1973）
- 『民衆の叫び声』（1974）
- 『黄色い部屋とその女』 （1983）

### 詩集
- 『塵芥』―　タイ国言語・図書協会賞 1981年受賞作
- 『失われた葉』（ใบไม้ที่หายไป）―東南アジア文学賞 1989年受賞作

### 邦訳
- 岩城雄次郎編訳 「チラナン・ピットプリーチャー」『タイ現代詩選‐アジアの現代文芸[タイ]⑧』財団法人大同生命国際文化基金 1994年 p.99－114。以下収録5篇。
  - 『花は咲く』1973年（チュラーロンコーン大学機関誌『芽生え』に収録）
  - 『花の誇り』1973年
  - 『戦士の休息』
  - 『輸送の旅』1980年
  - 『一粒の小石』1981年（吉岡訳『塵芥』と同じ原文）
- 吉岡みね子編訳・タイ国言語・図書協会編『ナーンラム―タイ作家・詩人選集―アジアの現代文芸[タイ]⑥』財団法人大同生命国際文化基金 1990年 p.336－338。以下収録一篇。
  - 『塵芥』1981年（岩城訳『一粒の小石』と同じ原文）
- 四方田犬彦・櫻田智恵訳『消えてしまった葉』（港の人 2018年）